# 石嶋久仁子
石嶋 久仁子（いしじま くにこ、1986年3月4日 -）は、日本の女性声優。茨城県出身。

## 人物
中学時代に『HUNTER×HUNTER』のラジオ番組を聞いて、友人と番組の真似事をしていたのがきっかけで声優を目指した。
高校時代に養成所に通っていたが、より本格的なレッスンを望み、高校卒業後、専門学校東京メディアアカデミーの声優ボーカル科（現：東京声優アカデミーの声優養成科）に入学。
ケッケコーポレーションに所属していた。

## 出演

### テレビアニメ
2008年
- 絶対可憐チルドレン（よしこ）

2009年
- 毎日かあさん（2009年 - 2010年、丸山先生、春樹くん、ありさちゃん、小春ちゃん、翔太くん 他）

2011年
- 戦国乙女〜桃色パラドックス〜（町人A）
- 遊☆戯☆王ZEXAL（2011年 - 2012年、サチ、凌牙の手下、徳之助の友達、ドロワの幼少期、華道部部員 他） - 2シリーズ

2013年
- ぢべたぐらし あひるの生活（マガモ、ダイサギ）
- トレインヒーロー（ラディア王女）

2014年
- 遊☆戯☆王ARC-V（海野鳴子）

### 劇場アニメ
- こわれかけのオルゴール（2010年、少女[7]）
- 言の葉の庭（2013年）

### ゲーム
- マスケティア（2011年、アンヌ）

### ドラマCD
- いちばんうしろの大魔王
- 神官は王を狂わせる
- P.B.B.II

### 吹き替え
- iCarly
- WITHOUT A TRACE/FBI 失踪者を追え!season4
- ザ・マペッツ
- シェキラ!（ティンカ）
- ハプニング
- ビクトリアス
- ミッシング

### 特撮
- ウルトラギャラクシー大怪獣バトル NEVER ENDING ODYSSEY（変身怪人ピット星人（RB）の声）

### その他コンテンツ
- テイルズランド（リナキャラクター）